# Federico Tedeschini

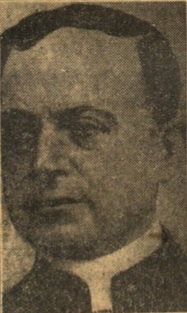
Federico Kardinal Tedeschini (1935)

Kardinalswappen von Federico Tedeschini; Wahlspruch: Omnia et in omnibus Christus

Federico Kardinal Tedeschini (* 12. Oktober 1873 in Antrodoco, Provinz Rieti, Italien; † 2. November 1959 in Rom) war ein Kurienkardinal der römisch-katholischen Kirche.

## Leben
Federico Tedeschini erhielt seine philosophische und theologische Ausbildung in Rieti und Rom. Er empfing am 25. Juli 1896 das Sakrament der Priesterweihe und arbeitete anschließend fünf Jahre lang als Dozent für den Fachbereich Kanonische Theologie am Seminar von Rieti. 1903 wurde er Päpstlicher Geheimkämmerer, 1908 Hausprälat Seiner Heiligkeit. Von 1908 bis 1914 versah er verschiedene Aufgaben im Staatssekretariat des Heiligen Stuhls.
Am 31. März 1921 ernannte ihn Papst Benedikt XV. zum Titularerzbischof von Naupactus und zum  Apostolischen Nuntius in Spanien. Die Bischofsweihe spendete ihm der Papst am 5. Mai desselben Jahres; Mitkonsekratoren waren Giovanni Battista Nasalli Rocca di Corneliano, Almosenier Seiner Heiligkeit, und Agostino Zampini, Sakristan Seiner Heiligkeit. Papst Pius XI. erhob ihn 1933 zum Kardinal in pectore, die Publikation als Kardinalpriester mit der Titelkirche Santa Maria della Vittoria erfolgte am 16. Dezember 1935. Am 25. Februar 1938 ernannte ihn Pius XI. zum Kardinaldatar. Federico Tedeschini nahm am Konklave des Jahres 1939, in dem Papst Pius XII. gewählt wurde, teil und vertrat in der Folgezeit den Papst als päpstlicher Legat bei mehreren Gelegenheiten in Europa und Südamerika. Von 1947 bis 1948 war er Kämmerer des Heiligen Kardinalskollegiums. Papst Pius XII. ernannte ihn am 28. April 1951 zum Kardinalbischof von Frascati. Federico Tedeschini war ebenfalls Teilnehmer des Konklaves im Jahre 1958, in dem Papst Johannes XXIII. gewählt wurde.
Er starb am 2. November 1959 in Rom und wurde in den Vatikanischen Grotten beigesetzt.
Kardinal Giuseppe D’Annibale war sein Onkel.

## Ehrungen
- 1935: Großkreuz mit Collane des Ordens de Isabel la Católica
- 1946: Großkreuz mit Collane des Ordens Karls III.
- 1951: Großkreuz des Ordens des heiligen Jakob vom Schwert
- 1953: Großkreuz des Verdienstordens der Italienischen Republik
- 1958: Großkreuz des Verdienstordens der Bundesrepublik Deutschland